# Bácsszentgyörgy
Bácsszentgyörgy (în croată Đurić) este un sat în districtul Baja, județul Bács-Kiskun, Ungaria.
Are o suprafață de 14,73 km². Populația este de 125 locuitori, determinată în 1 ianuarie 2024, prin actualizare statistică[*], pe criteriul de populație rezidentă (Ungaria)[*].

## Demografie
Componența etnică a satului Bácsszentgyörgy
     Maghiari (96,23%)
     Croați (1,89%)
     Germani (1,89%)
Componența confesională a satului Bácsszentgyörgy
     Romano-catolici (69,59%)
     Reformați (4,09%)
     Fără religie (4,09%)
     Atei (1,75%)
     Necunoscută (20,47%)
Conform recensământului din 2011, satul Bácsszentgyörgy avea 171 de locuitori. Din punct de vedere etnic, majoritatea locuitorilor (96,23%) erau maghiari, existând și minorități de germani (1,89%) și croați (1,89%).  Din punct de vedere confesional, majoritatea locuitorilor (69,59%) erau romano-catolici, existând și minorități de reformați (4,09%), persoane fără religie (4,09%) și atei (1,75%). Pentru 20,47% din locuitori nu este cunoscută apartenența confesională.